# Замок Талліналлі
Замок Талліналі (англ. Tullynally Castle, Pakenham Hall Castle) — відомий також як замок Пакенгем-Холл — один із замків Ірландії, розташований в графстві Західний Міт, за 2 км від селища Кастлполлард. Замок побудований в псевдоготичному стилі. Замок протягом 350 років був резиденцією родини Пакенгем — графів Лонгфорд, за винятком 32 років на початку XIX століття, коли замок належав родині Райдер.
Навколо замку є 12 акрів землі, зайнятої парками та садами. Парки обладнані штучними декоративними гротами та озерами. У ХХІ столітті був облаштований китайський сад з пагодою та тибетський сад з водоспадами та струмками.

## Історія замку Талліналі
На місці замку Талліналі в XVII столітті стояв укріплений будинок. Землю Талліналі отримав у 1665 році Генрі Пакенгем — колишній капітан драгунів армії парламентаристів під час громадянської війни на британських островах. Землю та маєток Талліналі він отримав як компенсацію замість оплати боргу, який його божник не міг сплатити. Його онук — Томас Пакенгем отримав титул барона Лонгфорд у 1756 році. Онук Томаса Пакенгема — ще один Томас Пакенгем — III барон Лонгфорд успадкував титул II графа Лонгфорд в 1794 році від своєї бабусі — графині Лонгфорд.
II граф Логфорд перебудований укріплений будинок XVII століття в неоготичному стилі на початку 1800-х років, добудував та рів з водою. Це на той час виглядало більше на середньовічний замок, ніж будь-який інший особняк тих часів в Ірландії. З того часу замком Талліналі володіло кілька поколінь родини Пакенгем. На сьогодні замком Талліналі володіє Томас Пакенгем — VIII граф Лонгфорд. Нині це найбільший будинок в Ірландії, що перебуває в приватному володінні однієї людини.
У цьому замку народився і виховувався генерал британської армії сер Едвард Пакенгем.